# ادوارد کاکوسیان
ادوارد کاکوسیان (ارمنی: Էդուարդ Կակոսյան؛ زادهٔ ۴ ژوئن ۱۹۸۶) یک بازیکن فوتبال در پست هافبک اهل ارمنستان است.

## باشگاهی
از باشگاه‌هایی که در آن بازی کرده‌است می‌توان به باشگاه فوتبال بانانتس، و باشگاه فوتبال ایمپالس اشاره کرد.

### آمارهای باشگاهی
| فصل                           | باشگاه                | رقابت                    | حضورها | گل‌ها |
| ----------------------------- | --------------------- | ------------------------ | ------ | ---- |
| لیگ برتر فوتبال ارمنستان ۲۰۰۴ | باشگاه فوتبال بانانتس | لیگ برتر فوتبال ارمنستان | ۹      | ۰    |
| لیگ برتر فوتبال ارمنستان ۲۰۰۵ | باشگاه فوتبال بانانتس | لیگ برتر فوتبال ارمنستان | ۵      | ۰    |
| لیگ برتر فوتبال ارمنستان ۲۰۰۶ | باشگاه فوتبال بانانتس | لیگ برتر فوتبال ارمنستان | ۱۰     | ۱    |
| لیگ برتر فوتبال ارمنستان ۲۰۰۷ | باشگاه فوتبال بانانتس | لیگ برتر فوتبال ارمنستان | ۱۰     | ۰    |
| لیگ برتر فوتبال ارمنستان ۲۰۰۸ | باشگاه فوتبال بانانتس | لیگ برتر فوتبال ارمنستان | ۱۷     | ۰    |
| لیگ برتر فوتبال ارمنستان ۲۰۰۹ | باشگاه فوتبال بانانتس | لیگ برتر فوتبال ارمنستان | ۲۳     | ۱    |
| Total                         | Total                 | Total                    | ۷۴     | ۲    |

## تیم ملی
وی همچنین در زیر ۱۹ سال ارمنستان، زیر ۲۱ سال ارمنستان و تیم ملی فوتبال ارمنستان بازی کرده‌است. کاکوسیان نخستین بازی ملی خود را که یک بازی دوستانه بود در تاریخ ۱۲ اوت ۲۰۰۹ در در مقابل مولداوی انجام داده‌است.

## دستاوردها
- جام استقلال ارمنستان به همراه باشگاه فوتبال بانانتس: ۲۰۰۷